# Lepas
Pour les articles homonymes, voir Lepa (homonymie).
Genre
Lepas est un genre de crustacés cirripèdes qui se développent, entre autres, sur les coques de bateaux et les objets ayant longtemps flotté en mer. Comme les autres espèces de la famille des Lepadidae, ils sont communément appelés « anatifes ». 

## Liste des sous-genres et espèces
| Selon World Register of Marine Species (24 avril 2014) : - Sous-genre Lepas (Anatifa) Bruguire - Lepas anatifera Linnaeus, 1758 - Lepas anserifera Linnaeus, 1767 - Lepas australis Darwin, 1851 - Lepas beringiana Pilsbry, 1911 - Lepas hillii Leach, 1818 - Lepas pacifica Henry, 1940 - Lepas pectinata Spengler, 1793 - Lepas testudinata Aurivillius, 1892 - Sous-genre Lepas (Hyalolepas) Annandale, 1906 - Lepas bengalensis Daniel, 1952 - Lepas tenuivalvata (Annandale, 1906) - Sous-genre Lepas (Nonfurcata) Memmi, 1980 - Lepas annabellae Memmi, 1980 - Lepas nonfurcata Nilsson-Cantell, 1927 - Lepas denticulata Gruvel, 1905 - Lepas indica Annandale, 1909 - Lepas aquitanica Fischer, 1886 † - Lepas mallandriniana Seguenza, 1876 † - Lepas orbignyi Fischer, 1886 † - Lepas rovasendai de Alessandri, 1894 † - Lepas sattmanni Harzhauser & Schlögl, 2012 † | Selon ITIS (24 avril 2014) : - Lepas anatifera Linnaeus, 1758 - Lepas anserifera Linnaeus, 1758 - Lepas australis Darwin, 1851 - Lepas fascicularis Ellis & Solander, 1786 - Lepas hillii (Leach, 1818) - Lepas pacifica Henry, 1940 - Lepas pectinata Spengler, 1792 |

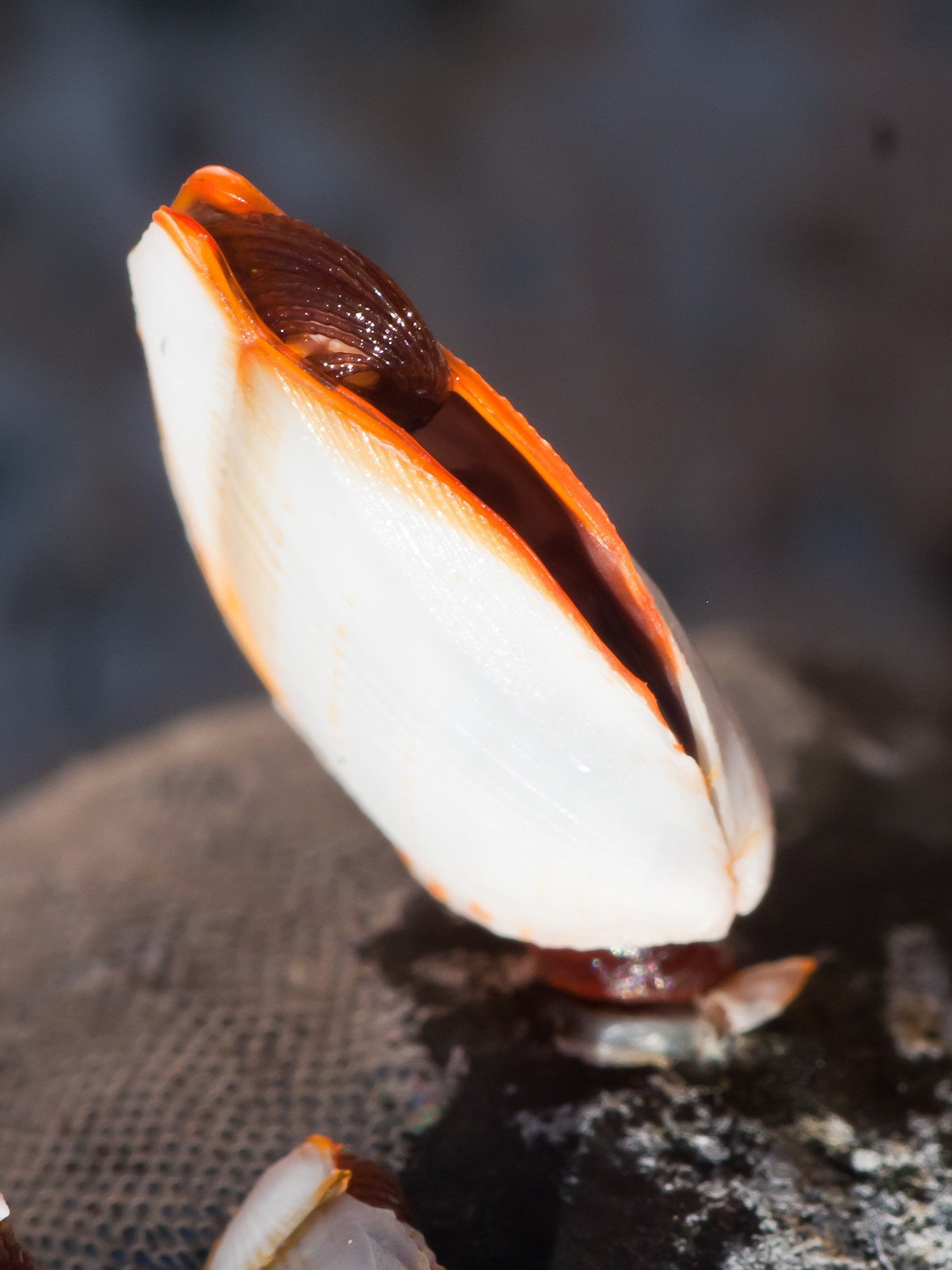
Lepas anatifera
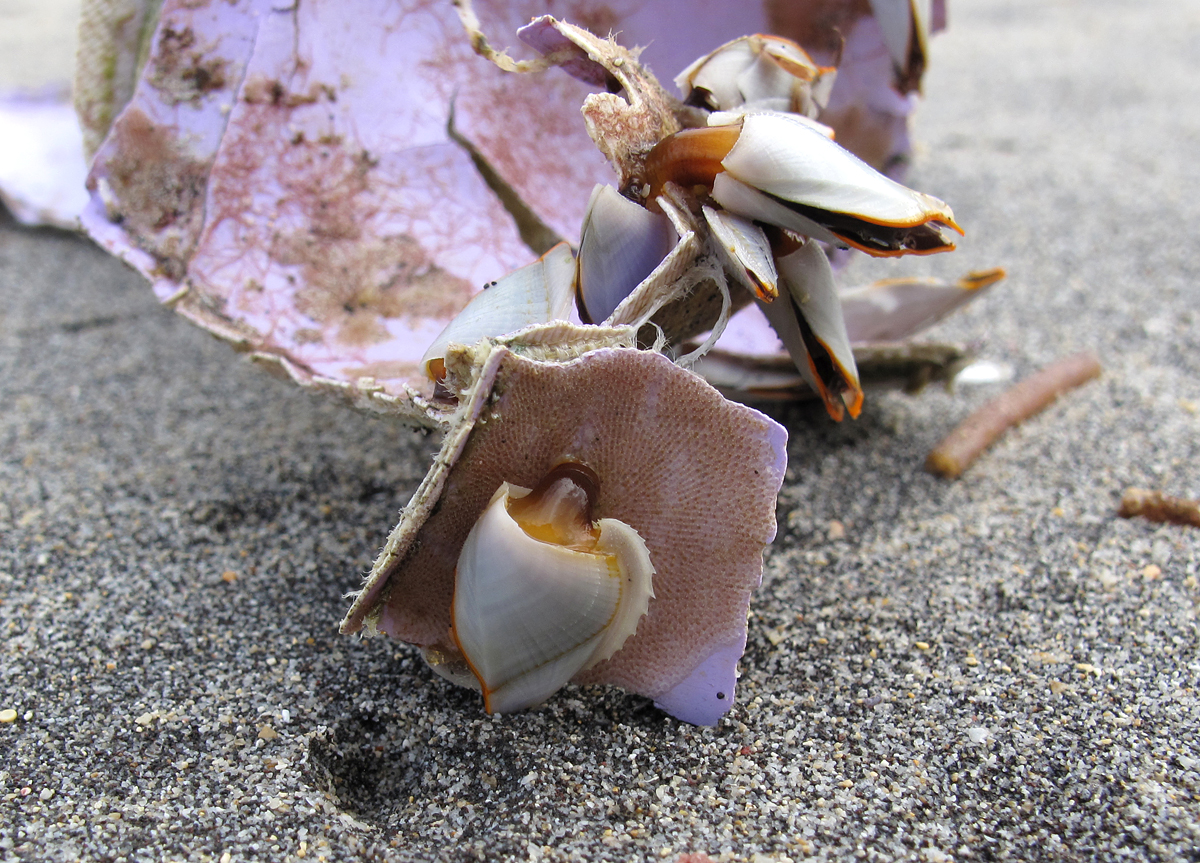
Lepas anserifera
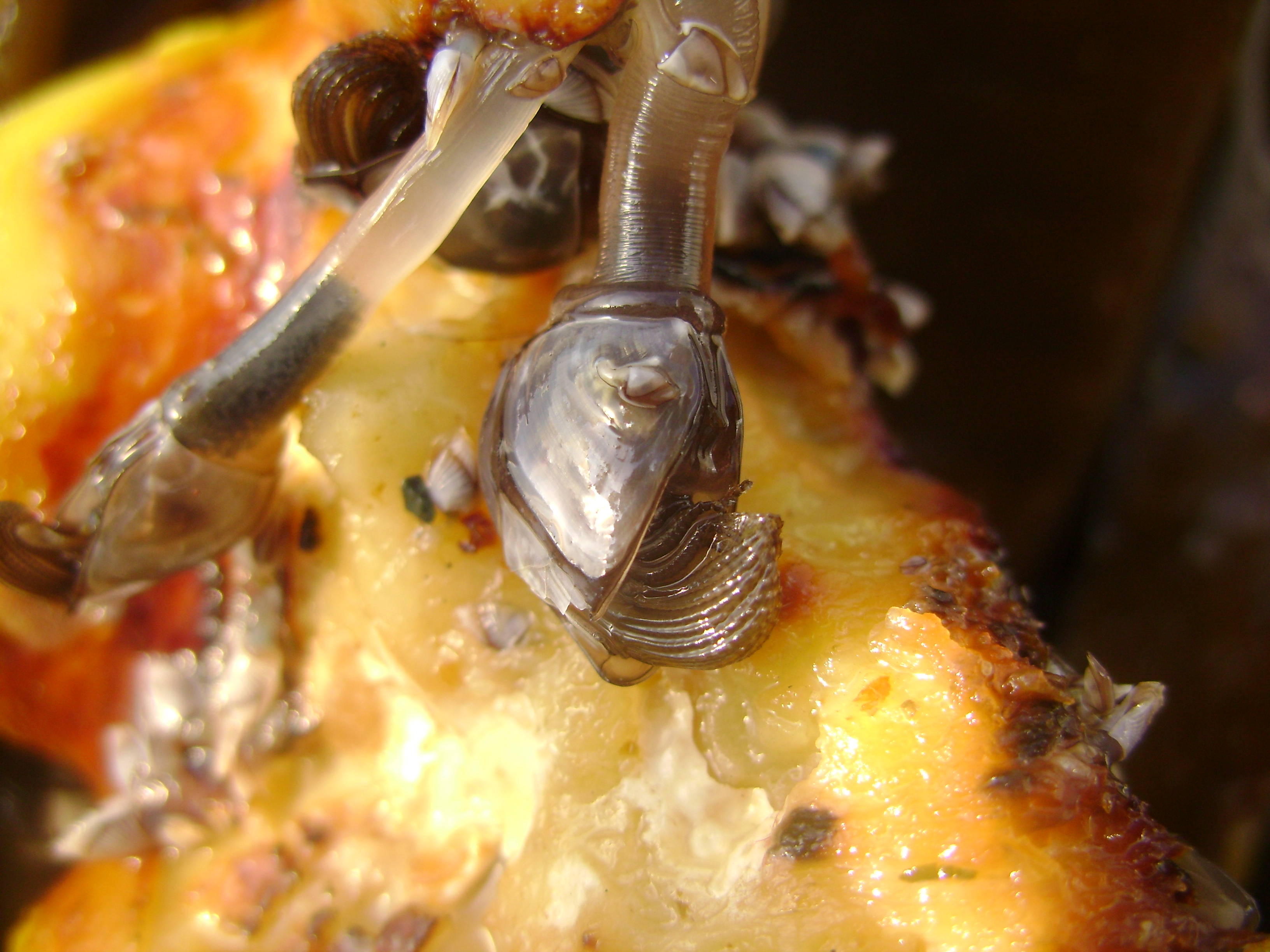
Lepas australis
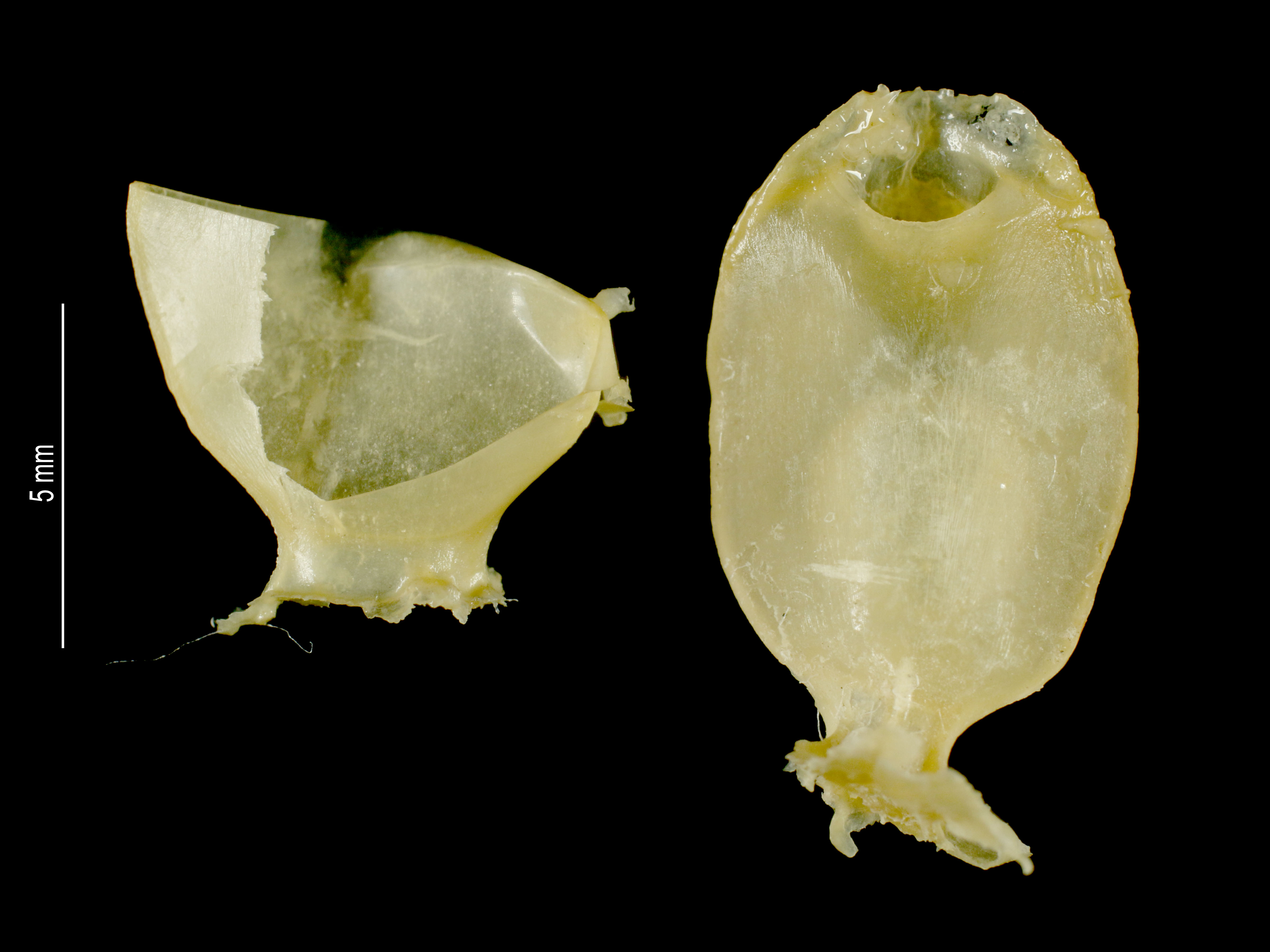
Lepas denticulata
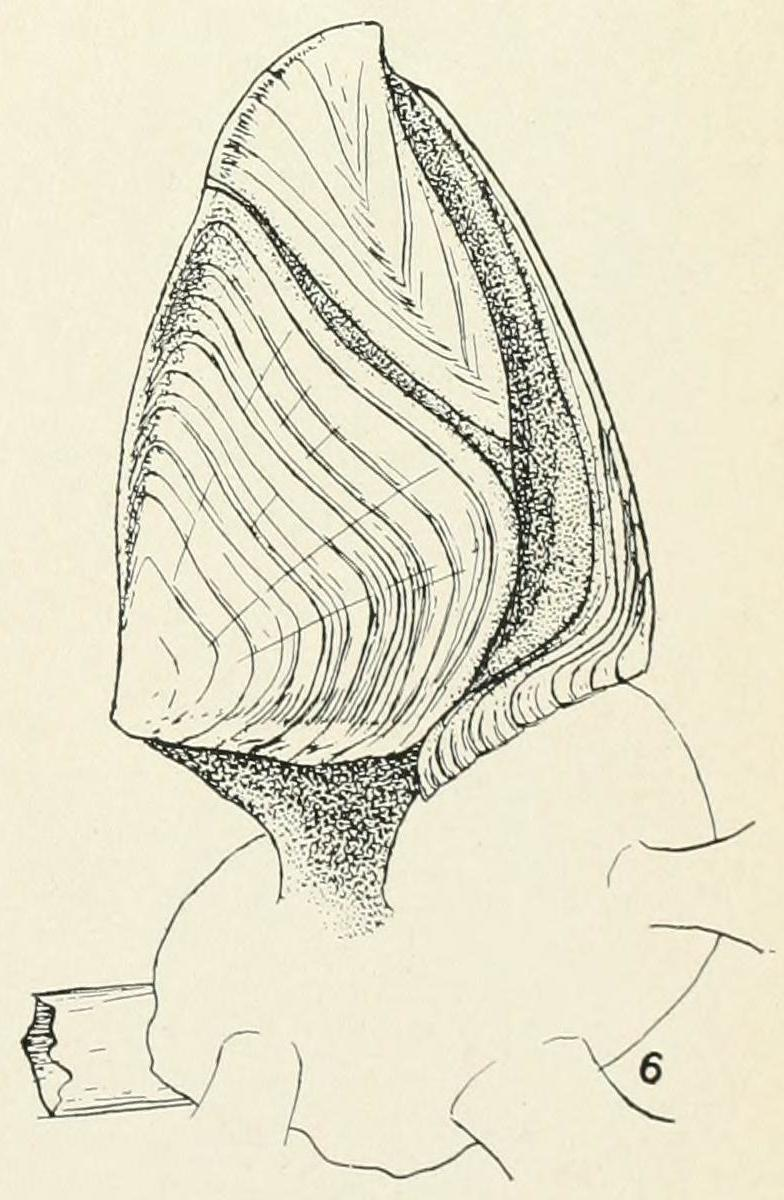
Lepas fascicularis
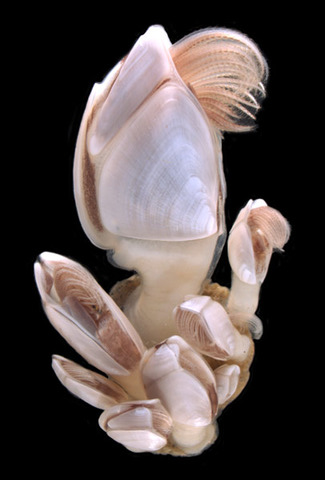
Lepas hilli
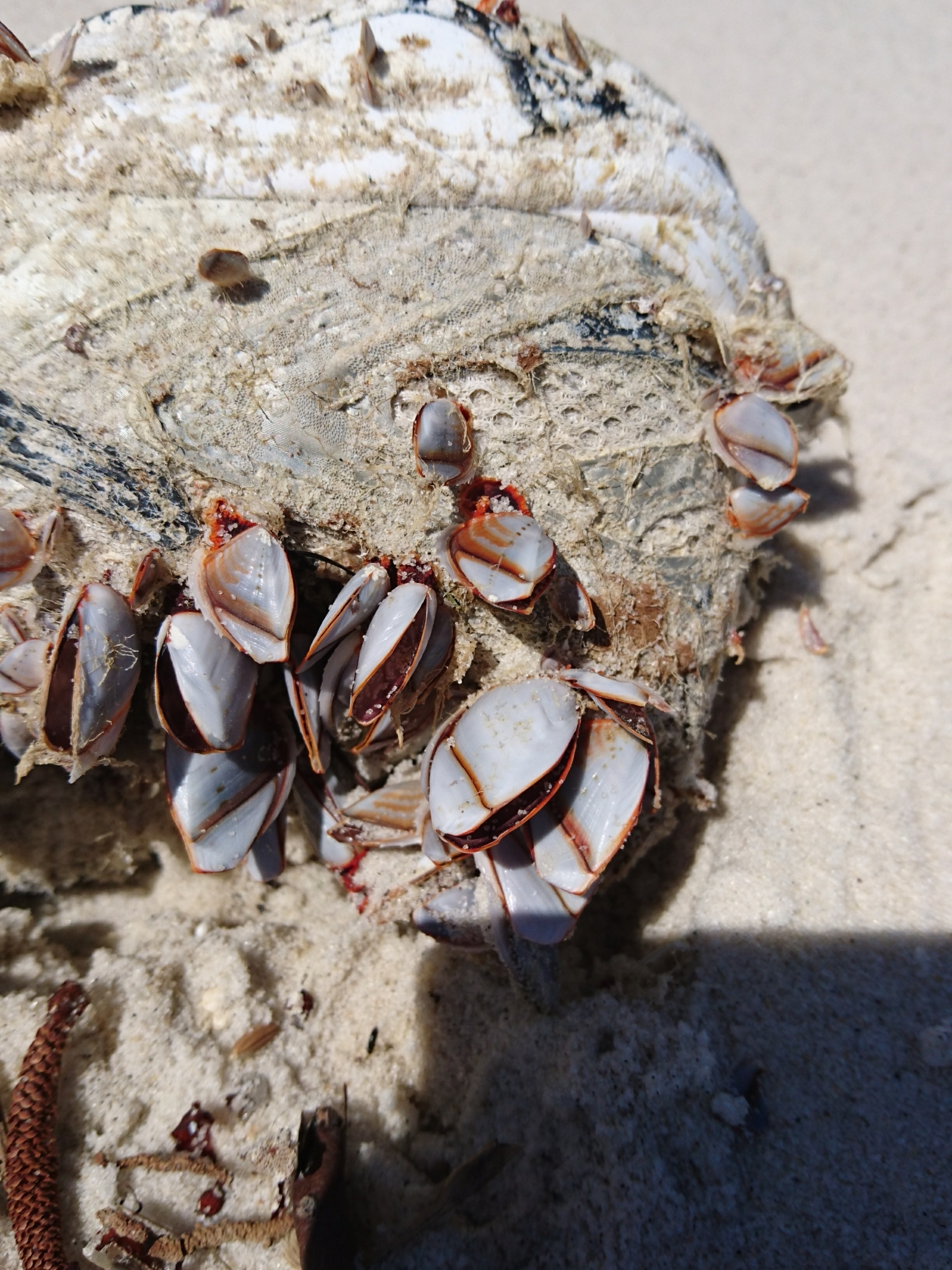
Lepas indica
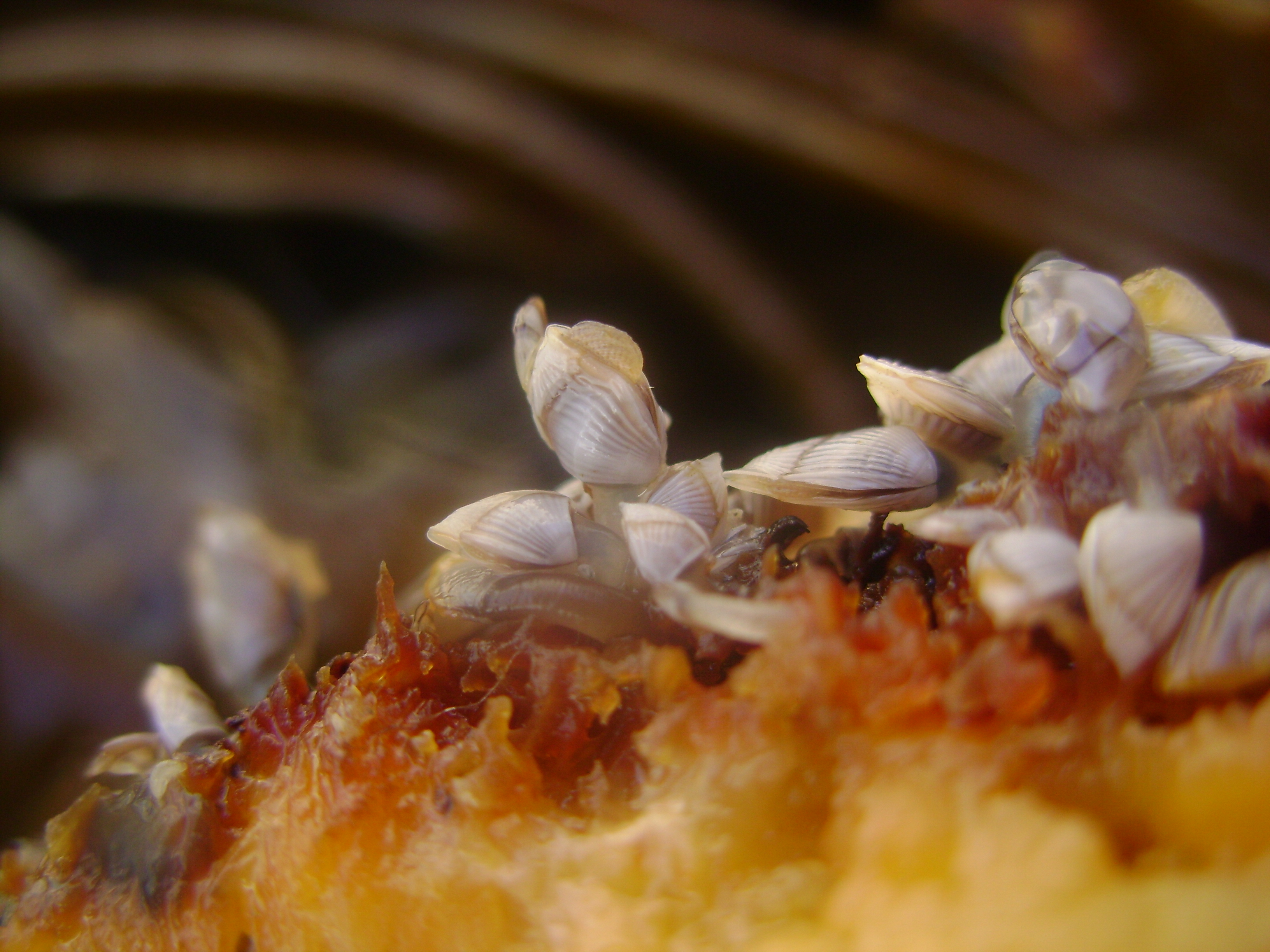
Lepas pectinata
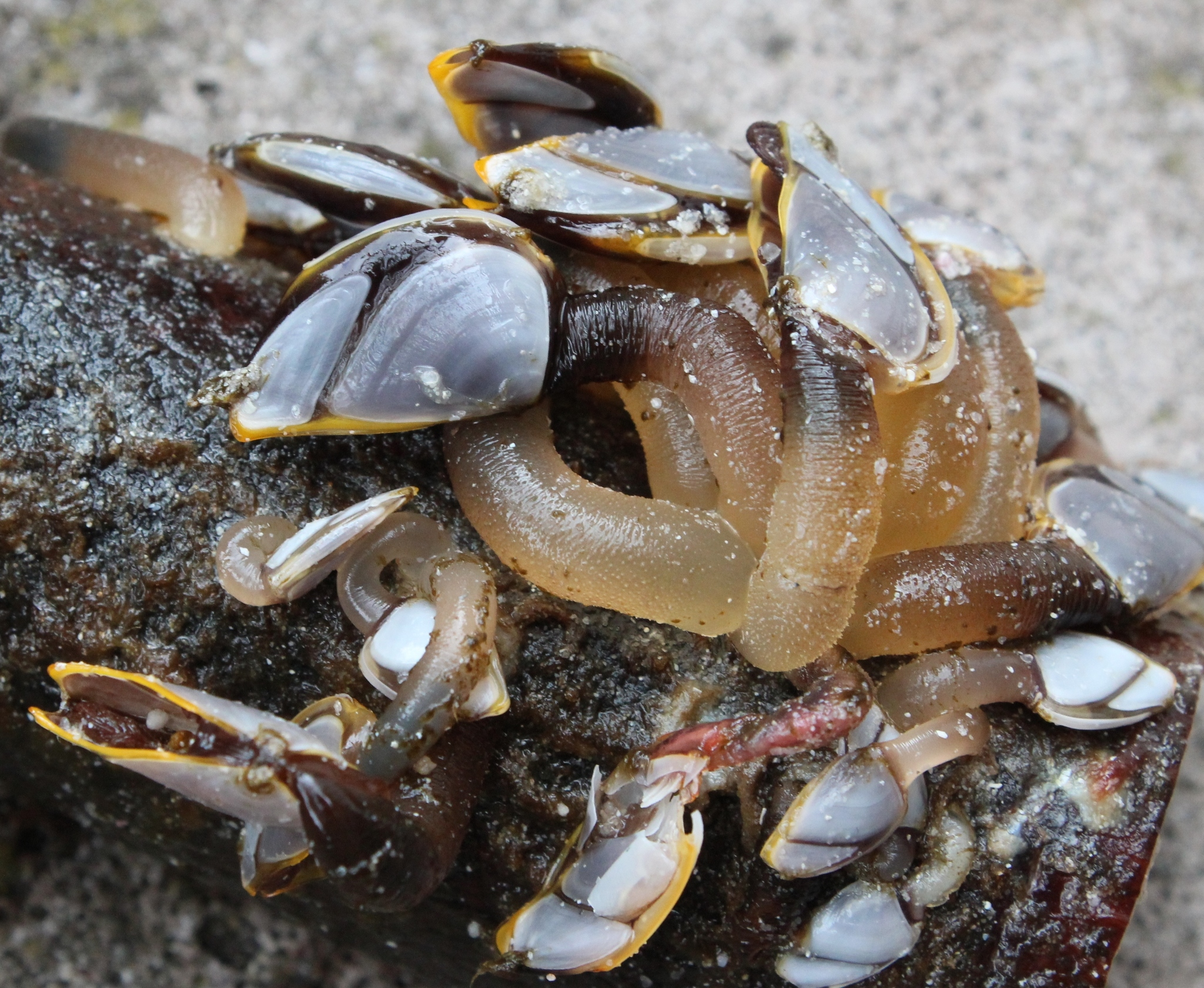
Lepas testudinata